# 長島ナオト
長島　ナオト（ながしま なおと、1968年3月14日 - ）は、日本のミュージシャン、元俳優。東京都出身。身長171cm、体重52kg。血液型はO型。女優の長島裕子は実姉。

## 来歴・人物
実家は運送店を営んでいた。中学の頃よりハードロックやヘヴィメタルなどの音楽を好み、私立目黒高等学校在学中に、同級生とバンドを組んでいた。同時に格闘技、特にプロレス好きな一面もあった。都内でプロレス興行が行われる際、選手が宿泊しているホテルにカメラ小僧仲間と集い、出待ちをして写真に収める趣味もあった。
1985年、『夏・体験物語』に長島直人名義でレギュラー出演。同時に芸能界デビュー。その後、『スケバン刑事II 少女鉄仮面伝説』のストーリー上で重要なキーパーソンである影の総統・信楽恭志郎役で出演。劇中でライブを行っているシーンがあり、自身の楽曲が使われた（第11話）。なお、劇中で使用した白と黒のギター「ギブソン・フライングV（マイケル・シェンカー・モデル）」は本人所有の物である。
同年9月、『Dance With A Stranger』で歌手デビューし、「歌のトップテン」や「ヤングスタジオ101」などの歌番組に出演する。1987年1月、初のソロコンサートツアーを行う（1月5日：大阪厚生年金会館ホール、6日：愛知県勤労会館、17日：日本青年館）。作詞、作曲は自身で行っており、やや影のあるミステリアスな表情やルックスの良さからアイドル誌などにも多くとりあげられ、写真集も発売された。だが、長島はアイドル歌手として活動を続けることを望んでおらず、いずれはバンドを組んで音楽活動をメインにしたいと考えていた。しかし、所属事務所は音楽活動を行うことに反対はしないものの、アイドルとしての活動も並行して行って欲しいとの意向を伝えた。長島は、いわゆるアイドルバンドと称されるバンドではなく、高校時代より続けていたハードロックでの音楽活動を切望したため、双方の主張は平行線を辿り、1987年を最後に芸能活動を停止、事実上芸能界を引退。
引退後はライブハウスで音楽活動を続ける。1988年5月5日に日比谷野外音楽堂で行われたヒルビリー・バップスの宮城宗典の追悼ライブに参加し、およそ1年ぶりに公の場に姿を見せた。2000年頃まで山羊智詞&赤羽楽団にサポートメンバー（ボーカル兼ギター）として参加。その後は音楽活動を辞め2010年頃までは大阪市で居酒屋を営んでいたが、現在については不明。

### 影響をうけているミュージシャン
- BOØWY
- チャーリー・セクストン

### 着用していたブランド
- TOKIO KUMAGAI
- ジャン＝ポール・ゴルチエ
- FICCE UOMO

## 出演

### テレビドラマ
- 夏・体験物語（1985年、TBS） - 川原研 役
- スケバン刑事II 少女鉄仮面伝説（1985年 - 1986年、フジテレビ） - 影の総統・信楽恭志郎 役
- 金曜ドラマ「女ともだち」（1986年、TBS） - 杉田進也 役
- 月曜ドラマランド（フジテレビ）
  - 「セーラー服恋愛教室 愛のレッスンA!B!!C!?」（1986年1月6日）
  - 「ボクの婚約者」（1986年1月13日） - 久保竜児 役
  - 「おニャン子学園危機イッパツ とんだ放課後」（1986年5月12日）
  - 「初恋スキャンダル」（1986年7月21日） - 哲也 役
  - 「看護婦アカデミー」（1987年3月9日）

### バラエティ番組
- まんまとアイドル（1986年 - 1987年、テレビ朝日） - ヒルビリー・バップスと共演

### ラジオ
- 雄基とナオト どんまいフレンド（1985年10月 - 1987年3月、ニッポン放送）

## ディスコグラフィ

### シングル
1. ダンス・ウィズ・ア・ストレンジャー／ナイト・ウォーカー（1986年9月25日、キティレコード）
オリコン最高29位
2. サレンダー／ジャングル（1987年1月21日、キティレコード）

## 写真集
1. ダンス・ウィズ・ア・ストレンジャー －長島ナオト写真集（1986年11月5日、シンコー・ミュージック）ISBN 978-4-40162-124-8
2. SOMETHING NEW －長島ナオト写真集（1987年9月15日、近代映画社）ISBN 978-4-76481-451-6